# トロント・ブルージェイズの選手一覧
本項トロント・ブルージェイズの選手一覧（トロント・ブルージェイズのせんしゅいちらん、英: Toronto Blue Jays all-time roster）は、1977年～現在までのトロント・ブルージェイズで、1試合以上の公式戦に出場した選手をアルファベット順に一覧にしたものです。
太字の選手はアメリカ野球殿堂表彰者、斜体の選手はレベル・オブ・エクセレンス表彰者です。

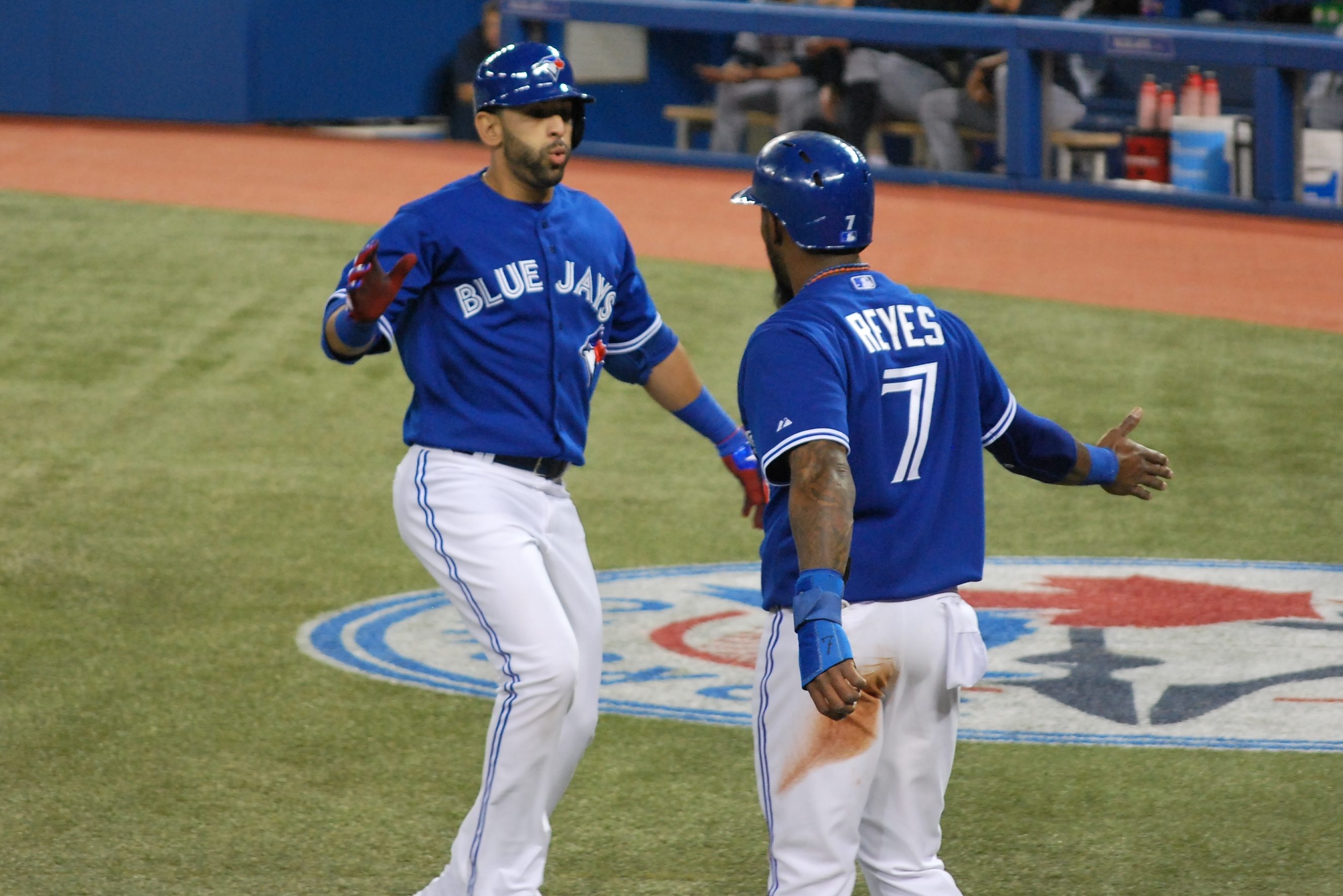
ハイタッチを交わすホセ・バティスタ(左)とホセ・レイエス(右)

## A
- ジェレミー・アッカード(Jeremy Accardo)：2006-2010
- ホアン・アセベド(Juan Acevedo)：2003
- ジム・アッカー(Jim Acker)：1983-1986, 1989-1991
- ジェイソン・アダム(Jason Adam)：2019
- グレン・アダムス（英語版）(Glenn Adams)：1982
- ライリー・アダムス(Riley Adams)：2021
- ラス・アダムズ(Russ Adams)：2004-2007, 2009
- テリー・アダムス（英語版）(Terry Adams)：2004
- ウィリー・エイキンズ(Willie Aikens)：1984-1985
- ダニー・エインジ(Danny Ainge)：1979-1981
- アンドリュー・アルバース(Andrew Albers)：2015
- ブッチ・アルバーツ（英語版）(Butch Alberts)：1978
- ドイル・アレクサンダー(Doyle Alexander)：1983-1986
- エドガルド・アルフォンゾ(Edgardo Alfonzo)：2006
- アンソニー・アルフォード(Anthony Alford)：2017-2020
- ゲイリー・アレンソン（英語版）(Gary Allenson)：1985
- ニック・アルゲイヤー（英語版）(Nick Allgeyer)：2021
- カルロス・アルマンザール（英語版）(Carlos Almanzar)：1997-1998
- ロベルト・アロマー(Roberto Alomar)：1991-1995
- ヘンダーソン・アルバレス(Henderson Álvarez)：2011-2012
- ブレット・アンダーソン(Brett Anderson)：2017
- チェイス・アンダーソン(Chase Anderson)：2020
- ショーン・アンダーソン(Shaun Anderson)：2022
- クレイトン・アンドリュース（英語版）(Clayton Andrews )：2000
- ルイス・アンドゥハー（英語版）(Luis Andújar)：1996-1998
- ダスティン・アントリン（英語版）(Dustin Antolin)：2016
- 青木宣親(Nori Aoki)：2017
- ルイス・アキーノ(Luis Aquino)：1986
- J.P.アレンシビア(J. P. Arencibia)：2010-2013
- アラン・アシュビー（英語版）(Alan Ashby)：1977-1978
- ダグ・オルト(Doug Ault)：1977-1978, 1980
- ジョン・アックスフォード(John Axford)：2018

## B
- ボブ・ベイラー(Bob Bailor)：1977-1980
- ダグ・ベア（英語版）(Doug Bair)：1988
- ブライアン・ベイカー(Bryan Baker)：2021
- デーブ・ベイカー（英語版）(Dave Baker)：1982
- ジョン・ベイル(John Bale)：1999-2000
- アンソニー・バンダ(Anthony Banda)：2022
- ジョシュ・バンクス(Josh Banks)：2007
- ロッド・バラハス(Rod Barajas)：2008-2009
- ジェシー・バーフィールド(Jesse Barfield)：1981-1989
- アディソン・バーガー(Addison Barger)：2024-
- ケビン・バーカー（英語版）(Kevin Barker)：2006
- マイク・バーロウ（英語版）(Mike Barlow)：1980-1981
- ダニー・バーンズ(Danny Barnes)：2016-2018
- ジェイコブ・バーンズ(Jacob Barnes)：2021
- ダーウィン・バーニー(Darwin Barney)：2015-2017
- マイケル・バレット(Michael Barrett)：2009
- アンソニー・バス(Anthony Bass)2020, 2022-2023
- クリス・バシット(Chris Bassitt)：2023-
- ミゲル・バティスタ(Miguel Batista)：2004-2005
- トニー・バティスタ(Tony Batista)：1999-2001
- ケビン・バティステ（英語版）(Kevin Batiste)：1989
- ハワード・バトル(Howard Battle)：1995
- ホセ・バティスタ(José Bautista)：2008-2017
- チャーリー・ビーモン・ジュニア（英語版）(Charlie Beamon Jr.)：1981
- ジェレミー・ビーズリー(Jeremy Beasley)：2021-2022
- チャド・ベック(Chad Beck)：2011-2012
- ケビン・バーン(Kevin Beirne)：2001
- ジェフ・ベリボー(Jeff Beliveau)：2017
- デレク・ベル(Derek Bell)：1991-1992
- ジョージ・ベル(George Bell)：1981, 1983-1990
- ブランドン・ベルト(Brandon Belt)：2023
- フアン・ベニスケス（英語版）(Juan Beníquez)：1987-1988
- アーマンド・ベニテス(Armando Benítez)：2008
- ホアキン・ベノワ(Joaquín Benoit)：2016
- フアン・ベレンゲル（英語版）(Juan Berenguer)：1981
- デーブ・バーグ（英語版）(Dave Berg)：2002-2004
- トラビス・バーゲン(Travis Bergen)：2020
- ホセ・ベリオス(José Berríos)：2021-
- ヘロニモ・ベローア（英語版）(Gerónimo Berroa)：1999
- スチュワード・ベローア（英語版）(Steward Berroa)：2024-
- ジョン・バーティ(Jon Berti)：2018
- ジョー・ビアジーニ(Joe Biagini)：2016-2019
- ボー・ビシェット(Bo Bichette)：2019-
- キャバン・ビジオ(Cavan Biggio)：2019-2024
- バド・ブラック(Bud Black)：1990
- ウィリー・ブレアー（英語版）(Willie Blair)：1990
- ケイシー・ブレイク(Casey Blake)：1999
- ヘンリー・ブランコ(Henry Blanco)：2013
- ：ブライアン・ボハノン（英語版）(Brian Bohanon)：1996
- マイク・ボルシンガー(Mike Bolsinger)：2017
- マーク・ボンバック（英語版）(Mark Bomback)：1981-1982
- エミリオ・ボニファシオ(Emilio Bonifácio)：2013
- バリー・ボンネル（英語版）(Barry Bonnell)：1980-1983
- ペドロ・ボルボン・ジュニア（英語版）(Pedro Borbón Jr.)：2000-2002
- パット・ボーダーズ(Pat Borders)：1988-1994
- マイク・ボーディック(Mike Bordick)：2003
- ライアン・ボルッキ(Ryan Borucki)：2018-2022
- リック・ボセッティ（英語版）(Rick Bosetti)：1978-1981
- バディ・ボッシャーズ(Buddy Boshers)：2019
- デニス・ブーシェ(Denis Boucher)：1991
- ブライアン・ボウルズ（英語版）(Brian Bowles)：2001-2003
- スティーブ・ボウリング（英語版）(Steve Bowling)：1977
- マシュー・ボイド (野球)(Matthew Boyd)：2015
- ジャッキー・ブラッドリー・ジュニア(Jackie Bradley Jr.)：2022
- スティーブ・ブラウン（英語版）(Steve Braun)：1980
- ボブ・ブレントリー(Bob Brenly)：1989
- ソクラテス・ブリトー(Socrates Brito)：2019
- ティルソン・ブリトー(Tilson Brito)：1996-1997
- スコット・ブロー（英語版）(Scott Brow)：1993-1994, 1996
- ボビー・ブラウン（英語版）(Bobby Brown)：1979
- ケビン・ブラウン（英語版）(Kevin Brown)：1998-1999
- ジェイコブ・ブラムフィールド（英語版）(Jacob Brumfield)：1996-1999
- トム・ブルーノ（英語版）(Tom Bruno)：1977
- クレイ・バックホルツ(Clay Buchholz)：2019
- テイラー・バックホルツ（英語版）(Taylor Buchholz)：2010
- ジョン・バック(John Buck)：2010
- マーク・バーリー(Mark Buehrle)：2013-2015
- ドウェイン・バイス（英語版）(DeWayne Buice)：1989
- ブライアン・バリントン(Bryan Bullington)：2009
- A.J.バーネット(A. J. Burnett)：2006-2008
- アンディ・バーンズ(Andy Burns)：2016
- ライアン・バー(Ryan Burr)：2024-
- ブライアン・バレス(Brian Burres)：2009
- ジェフ・バロウズ(Jeff Burroughs)：1985
- デーブ・ブッシュ(Dave Bush)：2004-2005, 2013
- ホーマー・ブッシュ(Homer Bush)：1999-2002
- トム・バスキー（英語版）(Tom Buskey)：1978-1980
- サル・ブテラ（英語版）(Sal Butera)：1988
- リッチ・バトラー（英語版）(Rich Butler)：1997
- ロブ・バトラー（英語版）(Rob Butler)：1993-1994, 1999
- ジェフ・バード（英語版）(Jeff Byrd)：1977

## C
- フランシスコ・カブレラ(Francisco Cabrera)：1989
- ヘネシス・カブレラ(Génesis Cabrera)：2023-
- メルキー・カブレラ(Melky Cabrera)：2013-2014
- グレッグ・カダレット（英語版）(Greg Cadaret)：1994
- ミゲル・カイロ(Miguel Cairo)：1996
- ショーン・キャンプ(Shawn Camp)：2008-2011
- レオネル・カンポス(Leonel Campos)：2017
- シル・キャンパサーノ（英語版）(Sil Campusano)：1988
- ウィリー・カニャテ（英語版）(Willie Cañate)：1993
- ジョン・キャンデラリア（英語版）(John Candelaria)：1990
- トム・キャンディオッティ(Tom Candiotti)：1991
- ジョー・キャノン（英語版）(Joe Cannon)：1979-1980
- ホセ・カンセコ(Jose Canseco)：1998 ※出身はキューバ
- ビニー・キャプラ（英語版）(Vinny Capra)：2022
- ジェシー・カールソン(Jesse Carlson)：2008-2010
- アンドリュー・カーペンター（英語版）(Andrew Carpenter)：2012
- クリス・カーペンター(Chris Carpenter)：1997-2002
- デビッド・カーペンター(David Carpenter)：2012
- ジョバンニ・カラーラ(Giovanni Carrara)：1995-1996
- ジョエル・カレーニョ(Joel Carreño)：2011-2012
- エセキエル・カレーラ(Ezequiel Carrera)：2015-2017
- ジョー・カーター(Joe Carter)：1991-1997
- リコ・カーティ（英語版）(Rico Carty)：1978, 1979
- ケビン・キャッシュ(Kevin Cash)：2002-2004
- スコット・キャシディ（英語版）(Scott Cassidy)：2002
- アルベルト・カスティーヨ(Alberto Castillo)：2000-2001
- フランク・カスティーヨ（英語版）(Frank Castillo)：2000
- マックス・カスティーヨ(Max Castillo)：2022
- トニー・カスティーヨ（英語版）(Tony Castillo)：1988-1989, 1993-1996
- アンソニー・カストロ(Anthony Castro)：2021
- ミゲル・カストロ(Miguel Castro)：2015
- フランク・カタラノット(Frank Catalanotto)：2003-2006
- ビル・コーディル（英語版）(Bill Caudill)：1985-1986
- ブレット・セシル(Brett Cecil)：2009-2016
- ダレル・セシリアーニ(Darrell Ceciliani)：2016-2017
- ドミンゴ・セデーニョ（英語版）(Domingo Cedeño)：1993-1996
- リック・セローン（英語版）(Rick Cerone)：1977-1979
- ジョン・セルッティ（英語版）(John Cerutti)：1985-1990
- グスタボ・チャシーン(Gustavo Chacín)：2004-2007
- マット・チャップマン(Matt Chapman)：2022-2023
- タイラー・チャットウッド(Tyler Chatwood)：2021
- ジェシー・チャベス(Jesse Chavez)：2012, 2016
- ラウル・チャベス(Raúl Chávez)：2009
- ヴィニー・チューク(Vinnie Chulk)：2003-2006
- アダム・シンバー(Adam Cimber)：2021-2023
- ジム・クランシー（英語版）(Jim Clancy)：1977-1988
- ブライアン・クラーク（英語版）(Bryan Clark)：1984
- ハウイ・クラーク（英語版）(Howie Clark)：2003-2004
- スタン・クラーク（英語版）(Stan Clarke)：1983, 1985-1986
- ロイス・クレイトン(Royce Clayton)：2007
- ロジャー・クレメンス(Roger Clemens)：1997-1998
- アーニー・クレメント(Ernie Clement)：2023-
- タイラー・クリッパード(Tyler Clippard)：2018
- バック・コーツ（英語版）：2008
- パスクアル・ココ（英語版）：2000-2002
- ロバート・コエロ(Robert Coello)：2012
- クリス・コグラン(Chris Coghlan)：2017
- フィル・コーク(Phil Coke)：2015
- クリス・コラベロ(Chris Colabello)：2015-2016
- A.J.コール(A. J. Cole)：2020-2021
- テイラー・コール（英語版）(Taylor Cole)：2017
- ジョー・コールマン（英語版）：1978
- ダネル・コールズ(Darnell Coles)：1993-1994
- デーブ・コリンズ（英語版）(Dave Collins)：1983-1984
- ザック・コリンズ(Zack Collins)：2022
- デビッド・コーン(David Cone)：1992, 1995
- ブライアン・クーパー（英語版）(Brian Cooper)：2002
- デビッド・クーパー (野球)(David Cooper)：2011-2012
- ドン・クーパー（英語版）(Don Cooper)：1983
- スコット・コープランド（英語版）(Scott Copeland)：2015
- フランシスコ・コルデロ(Francisco Cordero)：2012
- ジミー・コルデロ(Jimmy Cordero)：2019
- マーティ・コードバ(Marty Cordova)：2000
- ブラッド・コーネット（英語版）(Brad Cornett)：1994-1995
- ダニー・コックス（英語版）(Danny Cox)：1993-1995 ※出身はイングランド
- テッド・コックス（英語版）(Ted Cox)：1981
- ティム・クラブツリー（英語版）(Tim Crabtree)：1995-1997
- エヴァン・クロフォード（英語版）(Evan Crawford)：2012
- ダグ・クリーク(Doug Creek)：2003
- フェリペ・クレスポ(Felipe Crespo)：1996-1998
- エリック・クロージャー（英語版）(Eric Crozier)：2004
- ホセ・クルーズ・ジュニア(José Cruz Jr.)：1997-2002
- ライナー・クルーズ(Rhiner Cruz)：2018
- ビクター・クルーズ(Víctor Cruz)：1978
- ホセ・クアス(José Cuas)：2024-
- ダーウィン・クビアン(Darwin Cubillán)：2002
- スティーブ・カミングス（英語版）(Steve Cummings)：1989-1990
- ブランドン・カンプトン(Brandon Cumpton)：2018

## D
- オマー・ダール（英語版）（Omar Daal）：1997
- マーク・ダレサンドロ（英語版）(Mark Dalesandro)：1998-1999
- ヘイゲン・ダナー(Hagen Danner)：2023-
- マイク・ダール（英語版）(Mike Darr)：1977
- ダニー・ダーウィン(Danny Darwin)：1995
- トム・デイビー(Tom Davey)：1999
- ボブ・デービス（英語版）(Bob Davis)：1979-1980
- ディック・デービス(Dick Davis)[注釈 1]：1982
- ダグ・デービス(Doug Davis)：2003
- ジョナサン・デービス(Jonathan Davis)：2018-2021
- ラージャイ・デービス(Rajai Davis)：2011-2013
- スティーブ・デービス（英語版）(Steve Davis)：1985-1986
- ケン・デイリー（英語版）(Ken Dayley)：1991, 1993
- ジョーダン・デ・ヨング（英語版）(Jordan De Jong)：2007
- ルイス・デロスサントス（英語版）(Luis De Los Santos)：2024-
- バレリオ・デロスサントス(Valerio De Los Santos)[注釈 2]：2004
- デニス・デバー（英語版）(Dennis DeBarr)：1977
- ポール・デヨング(Paul DeJong)：2023
- スティーブ・デラバー(Steve Delabar)：2012-2015
- カルロス・デルガド(Carlos Delgado)：1993-2004
- デビッド・デルーチ(David Dellucci)：2009
- マット・ダーモディ(Matt Dermody)：2016-2017
- マーク・デローサ(Mark DeRosa)：2013
- ジェフ・デウィリス（英語版）(Jeff DeWillis)：1987
- マット・デウィット（英語版）(Matt DeWitt)：2000-2001
- スコット・ダイアモンド(Scott Diamond)：2016
- アレドミス・ディアス(Aledmys Díaz)：2018
- カルロス・ディアス（英語版）(Carlos Diaz)：1990
- ジョナサン・ディアス(Jonathan Diaz)：2014-2015
- ロビンソン・ディアス（英語版）(Robinzon Díaz)：2008
- イェンシー・ディアス（英語版）(Yennsy Díaz)：2019
- コーリー・ディッカーソン(Corey Dickerson)：2021
- R.A.ディッキー(R. A. Dickey)：2013-2016
- ラファエル・ドリス(Rafael Dolis)：2020-2021
- マット・ドミンゲス(Matt Dominguez)：2016
- アンディ・ドミニク（英語版）(Andy Dominique)：2005
- ジョシュ・ドナルドソン(Josh Donaldson)：2015-2018
- オクタビオ・ドーテル(Octavio Dotel)：2011
- フェリックス・ドゥブロン(Félix Doubront)：2015
- ショーン・ダグラス(Sean Douglass)：2004
- スコット・ダウンズ(Scott Downs)：2005-2010
- カイル・ドレイベック(Kyle Drabek)：2010-2014
- オリバー・ドレイク(Oliver Drake)：2018
- ブランドン・ドルーリー(Brandon Drury)：2018-2020
- ロブ・デューシー(Rob Ducey)：1987-1992, 2000
- ライアン・ダル(Ryan Dull)：2019
- マリアーノ・ダンカン(Mariano Duncan)：1997
- ジャロッド・ダイソン(Jarrod Dyson)：2021
- サム・ダイソン(Sam Dyson)：2012

## E
- デビッド・エクスタイン(David Eckstein)：2008
- キャム・イーデン（英語版）(Cam Eden)：2023
- バッチ・エッジ（英語版）：1979
- カール・エドワーズ・ジュニア(Carl Edwards Jr.)：2021
- マーク・アイクホーン(Mark Eichhorn)：1982, 1986-1988, 1992-1993
- ブランドン・アイサート（英語版）(Brandon Eisert)：2024-
- エドウィン・エンカーナシオン(Edwin Encarnación)：2009-2016
- ジム・エッパード（英語版）(Jim Eppard)：1990
- ケルビム・エスコバー(Kelvim Escobar)：1997-2003
- ユネル・エスコバー(Yunel Escobar)：2010-2012
- サンティアゴ・エスピナル(Santiago Espinal)：2020-2023
- パオロ・エスピーノ(Paolo Espino)：2024-
- ニノ・エスピノーサ（英語版）(Nino Espinosa)：1981
- ボビー・エスタレーヤ（英語版）(Bobby Estalella)：2004
- マルコ・エストラーダ(Marco Estrada)：2015-2018
- レオ・エストレーヤ（英語版）(Leo Estrella)：2000
- トム・エバンス(Tom Evans)：1997-1998
- デイナ・イブランド(Dana Eveland)：2010
- サム・ユーイング(Sam Ewing)：1977-1978
- スコット・エアー(Scott Eyre)：2001-2002

## F
- ロン・フェアリー（英語版）(Ron Fairly)：1977
- ダニー・ファーカー(Danny Farquhar)：2011
- サル・ファサーノ（英語版）(Sal Fasano)：2007
- ライアン・フィアベンド(Ryan Feierabend)：2019
- スコット・フェルドマン(Scott Feldman)：2016
- ジュニオール・フェリックス（英語版）(Junior Félix)：1989-1990
- ホセ・フェルナンデス(José Fernández)：2018
- トニー・フェルナンデス(Tony Fernández)：1983-1990, 1993, 1998-1999, 2001
- セシル・フィルダー(Cecil Fielder)：1985-1988
- ルイス・フィゲロア（英語版）(Luis Figueroa)：2006
- ボブ・ファイル（英語版）(Bob File)：2001-2004
- トム・ファイラー（英語版）(Tom Filer)：1985
- デレク・フィッシャー(Derek Fisher)：2019-2020
- マイク・フラナガン(Mike Flanagan)：1987-1990
- ハック・フレナー（英語版）(Huck Flener)：1993, 1996-1997
- ダリン・フレッチャー（英語版）(Darrin Fletcher)：1998-2002
- ギャビン・フロイド(Gavin Floyd)：2016
- ウィルメル・フォント(Wilmer Font)：2019-2020
- ボーデン・フランシス（）(Bowden Francis)：2022-
- ジェフ・フランシス(Jeff Francis)：2015
- ベン・フランシスコ(Ben Francisco)：2012
- フランク・フランシスコ(Frank Francisco)：2011
- フアン・フランシスコ(Juan Francisco)：2014
- ジョン・フラスカトーレ（英語版）(John Frascatore)：1999-2001
- ウィリー・フレーザー(Willie Fraser)：1991
- ジェイソン・フレイザー(Jason Frasor)：2004-2011, 2012
- ケビン・フレデリック（英語版）(Kevin Frederick)：2004
- ライアン・フリール(Ryan Freel)：2001
- デーブ・フライスレーベン（英語版）(Dave Freisleben)：1979
- ジェフ・フライ（英語版）(Jeff Frye)：2001
- ブラッド・フルマー(Brad Fullmer)：2000-2001

## Y
- 山口俊(Shun Yamaguchi)：2020